# لو سامين 2019
لو سامين 2019 (بالفرنسية: Le Samyn 2019)‏ هو سباق دراجات هوائية، وهو الموسم رقم 51 من السباق، وأقيم في 5 مارس 2019، وامتدّ لمسافة 201.4 كيلومتر، وهو أحد سباقات طواف أوروبا للدراجات 2019، وهو من نوع سباق يوم واحد، وقد شارك في السباق 174 متسابقاً ووصل إلى نهايته 93 متسابقاً.
فاز فيه بالمركز الأول فلوريان سينيشال، وبالمركز الثاني ايمي دي جندت، وبالمركز الثالث نيكي تيربسترا.

## الفرق
| فرق عالمية (3)- AG2R La Mondiale - Deceuninck-Quick Step - Lotto Soudal فرق قارية محترفة (12)- Direct Énergie - أندروني جوكاتولي-سيدرمك 2019 ‏ - Arkéa-Samsic - كاجا رورال-سيغوروس 2019 ‏ - Cofidis, Solutions Crédits - Corendon-Circus - Israel Cycling Academy - رومبوت تشارلز 2019 ‏ - سبورت فلاندرين بالويس 2019 ‏ - فيتال كونسبت 2019 ‏ - Wanty-Groupe Gobert - بنجوال باوليز ساوكس دبليو بي ‏ فرق قارية (10)- أموري وفيتا - برودير 2019 ‏ - كانيون ايسبرج ‏ - Team Metalced ‏ - Team Differdange–Geba ‏ - Leopard TOGT Pro Cycling ‏ - IAM–Excelsior ‏ - Van Rysel–Roubaix ‏ - سويفت كاربون برو سيلينج ‏ - سوبرانو هام ايزوريكس 2018 ‏ - Team Wiggins Le Col ‏ |  |
| |  |

## الفائزون
| الترتيب | الفائز          |
| ------- | --------------- |
| الفائز  | فلوريان سينيشال |
| الثاني  | ايمي دي جندت    |
| الثالث  | نيكي تيربسترا   |

## وصلات خارجية
- الموقع الرسمي
- لمحة عن سباق لو سامين 2019 على موقع  ProCyclingStats   (برو  سايكلنج  ستاتس) - إحصاءات  محترفي  الدراجات.
- لو سامين 2019 على موقع إحصائيات الدراجات الإحترافية (الإنجليزية)